# Konstantin Abaev
Konstantin Abaev (in russo Константин Абаев?; Kaliningrad, 17 giugno 1999) è un pallavolista russo, palleggiatore del Verona.

## Biografia
È il figlio dell'ex pallavolista Vitalij Abaev. 

## Carriera

### Club
Muove i primi passi nel mondo della pallavolo all'età di nove anni, giocando in un club della sua città natale, Kaliningrad. Nel 2012 entra a far parte del settore giovanile della Lokomotiv Novosibirsk, dove milita per un quinquennio. Inizia poi la carriera da professionista in Bulgaria, prendendo parte nella stagione 2017-18 alla Superliga con il Montana, trasferendosi nella stagione seguente ai francesi dello Stade Poitevin, in Ligue A.
Nel campionato 2019-20 rientra in forza alla Lokomotiv Novosibirsk, questa volta disputando la Superliga per le successive cinque annate, nel corso delle quali vince uno scudetto. Nella stagione 2024-25 approda nella Superlega italiana, difendendo i colori del Verona.

### Nazionale
Fa parte della nazionale russa under 19 che conquista la medaglia di bronzo al XIV Festival olimpico estivo della gioventù europea e quella d'argento al Campionato mondiale 2017; con l'under 20 si aggiudica il bronzo al campionato europeo 2016 e l'oro al campionato europeo 2018, dove viene anche premiato come MVP e miglior palleggiatore, mentre con l'under 21 vince il bronzo al campionato mondiale 2017.

## Palmarès

### Club
- Campionato russo: 1

2019-20

### Nazionale (competizioni minori)
- Campionato europeo under 20 2016
- Festival olimpico della gioventù europea 2017
- Campionato mondiale under 21 2017
- Campionato mondiale under 19 2017
- Campionato europeo under 20 2018

### Premi individuali
- 2018 - Campionato europeo under 20: MVP
- 2018 - Campionato europeo under 20: Miglior palleggiatore